# 吉岡初浩
吉岡初浩（よしおか はつひろ、1955年〈昭和30年〉9月14日 - ）は、日本の政治家、実業家。愛知県高浜市長（4期）。元高浜市議会議員（3期）。

## 経歴
愛知県生まれ。1979年、名古屋市立大学経済学部卒業。学生時代は「いわゆるノンポリ学生」であった。地元の瓦製造会社などで勤務し、2008年に不動産管理会社代表取締役に就任している。高浜青年会議所副理事なども務めている。
1999年から2009年まで高浜市議会議員を務め、2005年から2006年に高浜市議会議長を務めている。2001年に開講した自民党主催の政治塾・愛知政治大学院に第1期生として通った。
2009年8月30日に行われた高浜市長選挙に出馬し、元市議の佐野勝巳を破り初当選。9月9日、市長就任。2013年、無投票再選。2017年、元市議の長谷川広昌を破り3選。2021年、無投票で4選。
2025年高浜市長選挙不出馬引退表明。

## 市政
- 事業仕分けを公約に掲げており、市民との情報共有ツールとして2010年から導入を始めた[4][7]。
- 2020年5月20日、新型コロナウイルス対策の財源に充てるため、自身の6月から2021年3月までの月額給与を20％減額する条例案を市議会臨時会に提出した。副市長と教育長については10％減額する。同日、同条例案は可決された[8][9][10]。
- 2022年4月1日、性的少数者（LGBTなど）のカップルが婚姻に相当する関係にあると認める「パートナーシップ宣誓制度」を導入した[11]。